# Zornia ramosa
Zornia ramosa är en ärtväxtart som beskrevs av Sally T. Reynolds och A.E.Holland. Zornia ramosa ingår i släktet Zornia och familjen ärtväxter. Inga underarter finns listade i Catalogue of Life.